# ぴたぴたエンジェル♪
「ぴたぴたエンジェル♪」は、2002年4月5日（4月4日深夜）から2002年10月4日（10月3日深夜）まで全27回放送されたテレビアニメ『ぴたテン』と『ギャラクシーエンジェル』をフィーチャーしたラジオ番組、及び当番組のテーマソングを歌う声優ユニットの名称である。

## 概要
パーソナリティは『ぴたテン』の美紗と『ギャラクシーエンジェル』の蘭花・フランボワーズ役の田村ゆかりと『ギャラクシーエンジェル』のミルフィーユ・桜葉役の新谷良子。
アニメの『ぴたテン』と同じ時期に放送開始し、『ぴたテン』が終わり『ギャラクシーエンジェル』（第3期）が始まると同時に「ぴたぴたエンジェル♪A」へと番組タイトルが変更された。

## 放送局
- ラジオ大阪 金曜 0:30 - 1:00（木曜深夜）
- 文化放送 金曜 1:30 - 2:00（木曜深夜）
- 東海ラジオ　日曜 2:00 - 2:30（土曜深夜）

## コーナー
- もしもシリーズ

「もしもミルフィーユが○○で、蘭花（のちに美紗に変更）が××だったら」という題のミニコントのコーナー。
- おまじない満願全席

リスナーが考えた独自のおまじないを紹介するコーナー。
- 幸せ分けてあげるッス

リスナーの周りにあった不幸な出来事を募集し、天使の美紗とラッキーガールのミルフィーユに幸せにしてもらうコーナー。
- ぴたぴたエンジェル♪ デビューへの道

当番組のテーマソングを作るべく、曲作りからCD販売までの現在の状況を報告するコーナー。
リスナーから歌詞を募集したり、出来たばかりで歌が乗っていない曲を流したりなどをしていた。
ぴたぴたエンジェル♪のCDが発売した時点でコーナーが終了し、「ぴたぴたエンジェル♪ 武道館への道」が始まった。
- ギャラテン 今夜の夜食シリーズ

「○○の××、△△風」の各々をリスナーから募集し独自の料理名を作るコーナー。
- ぴたぴたエンジェル♪ 武道館への道

「ぴたぴたエンジェル♪ デビューへの道」の後コーナーとして、ぴたぴたエンジェル♪で武道館デビューを目指そうというコーナー。
無論本気で武道館デビューを狙っている訳ではなく、最期は葡萄缶（葡萄の缶詰）の上に乗るというオチでコーナーが終了した。
- ちょこっとぴたテン

翌日曜朝放送予定のぴたテンの内容を美紗およびミルフィーユが紹介するコーナー。
- ギャラテンギャラリー

ギャラクシーエンジェルとぴたテンに関するグッズを紹介するコーナー。ブロッコリーのエリンギちゃん、ランティスのつつみん、バンダイビジュアルのとでぃが担当。

## テーマソング
- OP
  1. ＃1〜13：Wake up Angel〜ねがいましては∞（無限）なり〜
  2. ＃14〜27：えんじぇるCha-Cha
- ED
  1. ＃1〜13：はっぴぃ・くえすちょん
  2. ＃14〜27：おまじない「ぴたぴた♪」

## CD
- えんじぇるCha-Cha（2002年7月3日、LACM-4061）
- ラジオ大阪開局45周年記念作品 V-station THE BEST（2003年10月24日）
  - 「えんじぇるCha-Cha」を収録

## ゲスト
- ＃03：ゆかな
- ＃04：斎賀みつき
- ＃06：沢城みゆき
- ＃07：山口眞弓
- ＃09：櫻井孝宏
- ＃10：かないみか、藤原啓治
- ＃11：Funta
- ＃17：釘宮理恵、斎賀みつき
- ＃19：井上喜久子
- ＃20：かないみか、山口眞弓
- ＃21：かないみか、山口眞弓
- ＃22：沢城みゆき
- ＃24：山口眞弓
- ＃25：鳥海浩輔
- ＃26：Funta

## エピソード
- かないみかと藤原啓治がゲストに来た回で番組で富士急ハイランドに行きたいと言う話になり、20回と21回放送分2週にかけて、新谷良子、田村ゆかり、山口眞弓、かないみかとともに富士急ハイランドで収録を行った（リスナーを入れての公開録音では無い）。沢城みゆきは都合が悪く参加できず、「沢城みゆきが来るなら行く」と言っていた藤原啓治も合わせて不参加となった。
- ギャラクシーエンジェル第3期が始まるにあたり、第3期の第1話のメインを誰にするかをかけ各種勝負が行われたが、優勝は何故か収録に参加していない藤原啓治であった。これは収録時にすでにアニメ第1話は収録済みで、その内容にあわせたためである（審査員が適当にポイントを付ける方式だった）。
- 新谷良子と田村ゆかりがおばけ屋敷の中で群を抜いて怖い事で有名である戦慄迷宮というアトラクションに入ったのだが、後に田村ゆかりが「田村ゆかりのはぁとのためいき」内で実は番組スタッフが富士急サイドにいつもより怖くして下さいと言っていたという事を語っている。

| ラジオ大阪 金曜 0:30 - 1:00枠      | ラジオ大阪 金曜 0:30 - 1:00枠 | ラジオ大阪 金曜 0:30 - 1:00枠 |
| 前番組                             | 番組名                        | 次番組                        |
| ---------------------------------- | ----------------------------- | ----------------------------- |
| おしながき                         | ぴたぴたエンジェル♪           | ぴたぴたエンジェル♪A          |
| 文化放送 金曜 1:30～2:00枠         |                               |                               |
| 豊嶋真千子・岩田光央 アスパラFUN!! | ぴたぴたエンジェル♪           | ぴたぴたエンジェル♪A          |